# Хатина (фільм)
«Хатина» (англ. The Shack) — американська фентезі — драма режисера Стюарта Хезелдайна, заснована на однойменному романі письменника Вілльяма П. Янга. У головних ролях знялися Сем Вортінгтон, Октавія Спенсер, Рада Мітчелл та Грем Грін. Світова прем'єра фільму відбулася 1 березня 2017 року.

## Сюжет
Містичні події відбуваються у долі Мака Філіпса, який переживає сімейну трагедію. Він отримує особисте запрошення зустрітися із самим Всевишнім у відокремленій хатині. Завдяки цій зустрічі Мак відкриє для себе важливі істини, які змінять його життя назавжди.

## У ролях
| Актор            | Роль             |
| ---------------- | ---------------- |
| Сем Вортінгтон   | Мак Філліпс      |
| Октавія Спенсер  | Бог / Елоїза     |
| Рада Мітчелл     | Нен              |
| Грем Грін        | поганий персонаж |
| Райан Роббінс    | Емілль Дюссет    |
| Тім Макгро       | Віллі            |
| Меган Шарпантье  | Кейт Філліпс     |
| Дерек Хемілтон   | Батько Мака      |
| Алісе Брага      | Софія            |
| Авраам Авів-Алуш | Ісус Христос     |

## Історія створення
22 квітня 2013 року компанія Summit Entertainment придбала права на екранізацію роману «Хатина», написаного Уїлльямом П. Янгом. Джон Фуско почав працювати над сценарієм. Через деякий час було оголошено, що Форест Вітакер веде переговори зі студією, щоб стати режисером фільму та виконати другорядну роль. Однак 5 листопада 2014 стало відомо, що режисерське крісло зайняв Стюарт Хезелдайн.
6 березня 2015 року було оголошено, що роль Бога у фільмі отримала Октавія Спенсер. 30 квітня 2015 року головну роль в екранізації роману отримав Сем Вортінгтон. Також, через деякий час, до акторського складу приєдналися Грем Грін, Рада Мітчелл та Авів Алуш.

### Знімальний процес
Знімання фільму розпочалося 8 червня 2015 року у Ванкувері, Канада.
Сцени в кемпінгу були зняті в кемпінгу Sunnyside на озері Култус, Британська Колумбія, а водоспад — на водоспаді Малтнома, в Орегоні, про який згадується в романі-джерелі.

### Маркетинг
Перший трейлер до фільму вийшов 1 грудня 2016 року.

## Музика
Християнська рок-група Skillet випустила акустичну версію пісні «Stars» зі свого альбому «Unleashed», яка використовувалася у відеокліпі до фільму.

## Критика
Фільм «Хатина» отримав загалом негативні відгуки критиків. На сайті Rotten Tomatoes фільм має рейтинг 21 % на основі 72 рецензій із середнім балом 3,9 із 10. Критичний консенсус сайту говорить: «„Хатині“ з незаперечно гідною ідеєю пошкодив сценарій, який змішав духовний підйом з мелодраматичним кліше та деспотичними проповідями». На сайті Metacritic фільм має оцінку 32 зі 100 на основі 18 рецензій критиків, що відповідає статусу «загалом несприятливі відгуки».